# ジョン・ポター (アメリカンフットボール)
ジョン・ポター（John Potter、1990年1月24日- ）は、アメリカ合衆国ミシガン州カラマズー出身の元アメリカンフットボール選手。NFLのワシントン・レッドスキンズなどに所属していた。ポジションはプレースキッカー。

## 経歴
高校時代はアメリカンフットボールの他に陸上競技をしていた。西ミシガン大学では129回連続でPATを成功させた。
2012年のNFLドラフト7巡251位でバッファロー・ビルズから指名されて入団した。正キッカーのライアン・リンデルは2011年NFLベスト10に入るFGの精度を見せたが、キックオフの飛距離が32チーム中30位だったこともあり、ポターがキックオフのスペシャリストとして開幕ロースター53名に残った。第6週終了後の11月6日、解雇された。
2013年6月12日、ワシントン・レッドスキンズと契約を結んだ。8月26日に解雇されたが、カイ・フォーバスが故障したことから9月14日にレッドスキンズと契約を結んだ。